# Cebrioninae
Die Cebrioninae sind eine Unterfamilie der Schnellkäfer (Elateridae). Sie umfasst etwa 80 Arten in 15 Gattungen. Die Unterfamilie ist weltweit, mit Ausnahme von Australien verbreitet. Nach einer Untersuchung von rDNA und mtDNA der schwach sklerotisierten Gruppen der Elateroidea durch Kundrata & Bocak (2011) zeigte sich, dass die Unterfamilie vermutlich als Tribus Cebrionini und Aplastini zu den Elaterinae zu stellen ist.

## Merkmale
Die in der Regel mittelgroßen Imagines sind häufig ziemlich schwach sklerotisiert. Sie haben sichelförmige, nach vorne gerichtete Mandibeln und ein kurzes, breites Labrum. Die Fühler sind fadenförmig, gesägt, oder gefiedert. Das Prosternum ist abgestutzt und hat kein Kinnteil. Die Beine sind bei manchen Arten als Grabbeine ausgebildet und häufig mit vergrößerten Dornen versehen. Der Hinterleib hat fünf oder sechs Ventrite (sichtbare bauchseitige Sklerite). Bei vielen Arten ist ein ausgeprägter Sexualdimorphismus ausgebildet. Die Weibchen haben kürzere Fühler und gelegentlich sehr kurze Deckflügel (Elytren), so dass mehrere Hinterleibssegmente sichtbar sind.
Die Larven sind leicht anhand ihres langen Prothorax und den vergrößerten und umstülpbaren Cervicalmembranen erkennbar.

## Taxonomie und Systematik
Die Unterfamilie wird in folgende drei Tribus unterteilt:
- Aplastini Stibick, 1979
- Cebrionini Latreille, 1802
- Cebriognathini Paulus, 1981

Die Unterfamilie umfasst jene Gattungen, die früher in die Familie Cebrionidae gestellt wurden, wie etwa Analestesa, Cebriorhipis, Musopsis, Scaptolenus, Selonodon und Stenocebrio. Außerdem beinhaltet sie die Tribus Aplastini (= Plastoceridae) mit Gattungen wie Aplastus, Euthysanius und Octinodes, ebenso die Gattung Paulusiella, die früher von Paulus (1972) und Mandl (1974) der Familie Karumiidae zugerechnet wurde.

## Belege